# 326. Infanterie-Division (Wehrmacht)
Die 326. Infanterie-Division war ein militärischer Großverband der Wehrmacht im Deutschen Reich.

## Geschichte
Die 326. Infanterie-Division wurde am 9. November 1942 aus den Wehrkreisen VI, XII und V als Sicherungs-Division aufgestellt und als Besatzungstruppe der Heeresgruppe D in Frankreich unterstellt. Am 5. Mai 1943 wurde die Division in eine bodenständige umgegliedert. Die Division nahm an der Besetzung Südfrankreichs 1943 teil und wurde zunächst in Narbonne stationiert.
Die noch im Mai nahezu vollaufgefüllte Division blieb trotz der Landung der Alliierten in der Normandie noch bis Mitte Juli 1944 im Pas-de-Calais als Armee-Reserve stationiert, verlegte jedoch teilweise am 22. Juli 1944 über die Seine, um eine Aufnahmelinie für die ausweichenden Reste der 2. Panzer-Division zu bilden. Im Zuge der weiteren Gefechte im Raum Caumont eingesetzt, muss die Division schwere Verluste erlitten haben und wurde im Kessel von Falaise vernichtet.
Als 326. Volksgrenadier-Division wurde die Division am 4. September 1944 in Galanta/Ungarn durch Umbenennung der 579. Volksgrenadier-Division, einer Neuaufstellung der 32. Welle, neu gebildet. Die Division wurde ab dem 21. November 1944 nach Westen verlegt und nahm an der Ardennenoffensive teil. Ab Dezember 1944 kam es zu Rückzugsgefechten in der Eifel (St. Vith, Prüm, Gerolstein) und bis April 1945 zog sich die Division über den Rhein nach Westfalen zurück. Dort geriet die in zwei Kampfgruppen aufgeteilte Division im Ruhrkessel und im Harz in amerikanische Gefangenschaft.

## Gliederung
| 1942 | 1944 |
| --- | --- |
| - Grenadier-Regiment 751 (I.–III. Bataillon) - Grenadier-Regiment 752 (I.–III. Bataillon) - Grenadier-Regiment 753 (I.–III. Bataillon) | - Grenadier-Regiment 751 (I.–II. Bataillon) - Grenadier-Regiment 752 (I.–II. Bataillon) - Grenadier-Regiment 753 (I.–II. Bataillon) |
| - Artillerie-Regiment 326 (I.–III. Abteilung)                                                                                          | - Artillerie-Regiment 326 (3 Abteilungen mit insgesamt 9 Batterien)                                                                 |
| - Schnelle Abteilung 326 | |
| | - Füsilier-Kompanie 326 (später Füsilier-Bataillon 26)                                                                              |
| | - Panzerjäger-Abteilung 326 |
| - Pionier-Bataillon 326 | - Pionier-Bataillon 326 |
| - Nachrichten-Abteilung 326 | - Nachrichten-Abteilung 326 |
| - Feldersatz-Bataillon 326 | - Feldersatz-Bataillon 326 |

## Unterstellung und Einsatzräume
| Datum          | Korps                       | Armee     | Heeresgruppe | Einsatzraum    |
| -------------- | --------------------------- | --------- | ------------ | -------------- |
| Dezember 1942  | LXXXIII                     | Felber    | D            | Narbonne       |
| August 1943    | IV. Lw                      | Felber    | D            | Narbonne       |
| Februar 1944   | z. b. V.                    | 15. Armee | D            | Nordfrankreich |
| August 1944    | II. Fs                      | 7. Armee  | D            | Normandie      |
| September 1944 | in Aufstellung als VGD. 326 |           |              | Ungarn         |
| Dezember 1944  | z. b. V.                    | 7. Armee  | B            | Eifel          |
| Januar 1945    | LXXIV                       | 15. Armee | B            | Ardennen       |
| Februar 1945   | XIII                        | 7. Armee  | B            | Eifel          |
| März 1945      | LIII                        | 7. Armee  | B            | Eifel          |
| April 1945     | IX                          | 11. Armee | West         | Harz           |

## Kommandeure
| Datum             | Dienstgrad          | Name                                  |
| ----------------- | ------------------- | ------------------------------------- |
| 11. November 1942 | Generalleutnant     | Max Dennerlein                        |
| 8. Mai 1943       | Generalleutnant     | Karl Böttcher                         |
| 1. Juni 1943      | Generalleutnant     | Viktor von Drabich-Wächter            |
| 2. August 1944    | Oberst              | Kretsch                               |
| 4. September 1944 | Oberst/Generalmajor | Erwin Kaschner (bis Januar 1945 mdFb) |